# 默蒂拉鎮區 (堪薩斯州米德縣)
默蒂拉鎮區（英語：Mertilla Township）是位於美國堪薩斯州米德縣的一個行政鎮區。

## 地方資料
默蒂拉鎮區的面積為389.42平方千米，當中陸地面積為389.34平方千米，而水域面積為0.08平方千米。根據2010年美國人口普查的數據，當地共有人口198人，而人口密度為每平方千米0.51人。

## 外部連結
- US-Counties.com
- City-Data.com （页面存档备份，存于）